# Анелия Клисарова
Анелия Димитрова Клисарова е български политик, професор в Медицинския университет във Варна.
Народен представител от парламентарната група на Коалиция за България в XLII народно събрание и от парламентарната група на БСП за България в XLIV народно събрание, заемайки постовете заместник-председател на комисията по образование и член на комисията по здравеопазване.
Член-кореспондент на Северноамериканската асоциация по радиология и член на Българската асоциация по радиология. Национален делегат е за България и член на борда на Европейската асоциация по нуклеарна медицина до 2008 г., когато е освободена по собствена молба поради заемането на политически и други ръководни длъжности. Разработва редица международни проекти. Междувременно има над 150 публикации, както в български списания, така и в международни, участия в конгреси и други научни форуми. Два мандата е била общински съветник и председател на ПК „Здравеопазване“ към Общински съвет Варна. Владее немски, английски и руски език.

## Биография
Анелия Клисарова е родена на 13 декември 1961 година във Варна. През 1986 година завършва специалност „Медицина“ в Медицински университет - Варна, с награда „Златен Хипократ“ за отличен успех.
От 1986 до 1989 година работи като ординатор в радиоизотопния център на Катедрата по рентгенология и радиология на МУ-Варна. През 1989 година е избрана за асистент. Придобива специалност по медицинска радиология през 1989 година. През 2001 година завършва магистратура по здравен мениджмънт. Специализира в София, Мюнхен, Ерланген, Базел, Берн и Аарау. Защитава дисертация за степен „доктор“ през 1994 година на тема: „Нуклеарно-медицински методи за диагностициране на някои заболявания на слюнчените жлези“ и втора дисертация за степен „доктор на медицинските науки“ през 2003 година на тема: „Перфузионна мозъчна сцинтиграфия при някои заболявания на централната нервна система“. През 1998 година е хабилитирана като доцент, а през 2005 година получава научното звание „професор“.
През 2005 година получава индивидуалната „Награда Варна“ за постижения в областта на нуклеарната медицина. През 2006 година става Доктор хонорис кауза на Университета „Овидиус“ в град Констанца (Румъния) и на Одеския медицински университет (Украйна), а през 2010 година – на Тракийския университет в Одрин (Турция). От 1999 до 2004 година е зам. ректор по научната дейност на МУ-Варна. От 8 март 2004 година е ректор на МУ-Варна. Преизбрана за втори мандат на 5 март 2008 година.
По време на двата мандата на проф. д-р Анелия Клисарова като ректор се разкриват два нови факултета – Факултет по дентална медицина и Факултет по фармация. Медицинският университет – Варна придобива структурата на традиционно висше училище по тези регулирани професии. За нуждите на Факултета по дентална медицина е построена и оборудвана нова сграда, открита на 9 юни 2008 година. За Факултета по фармация е изработен идеен и работен проект за нова сграда. Важно отличие е одобряването на университета за пълноправен член на Асоциацията на Европейските университети през 2004 година в Маастрихт (Холандия). През 2008 година е въведен моделът на Европейската фондация за управление на качеството (EFQM) за Business Excellence, за който през 2009 година, първи в България, МУ-Варна получава сертификат.
През 2009 година за първи път в Югоизточна Европа се въвежда изучаването на „Морска медицина“ като свободно-избираема дисциплина. Откриват се три нови специалности в Медицинския колеж към МУ-Варна – „Медицинска козметика“, „Медицински секретар“ и „Болногледач“. През 2010 година Съветът на Европейската научна и културна общност връчва отличието „Златна книга“ на МУ-Варна за завоюван висок престиж, обществено признание и принос към българската наука.
От 1996 година е координатор на проекта за съвместна работа между УМБАЛ „Св. Марина“ и Университетската болница (Inselspital) в Берн, Швейцария. От 2001 година е координатор на проекта за създаване на българо-швейцарско училище и разкриване на нова специалност „Рентгенов лаборант“ към Медицинския колеж на МУ – Варна.
На парламентарните избори през 2013 година е избрана за народен представител в XLII НС от листата на Коалиция за България в 3-ти МИР Варна. През 2017 година отново е избрана за народен представител от същите листа и избирателен район в XLIV народно събрание [2]

## Награди
През 2011 година проф. Клисарова е удостоена с орден „Св. св. Кирил и Методий“ I степен за цялостната ѝ научно-преподавателска дейност във връзка с нейната 50-годишнина и също така отличена с наградата „Медик на годината“ заради приноса ѝ в развитието на нуклеарната медицина в България. Почетен член е на Полската медицинска академия и носител на златен медал „Алберт Швайцер“.